# Marjolaine Boutin-Sweet
Pour les articles homonymes, voir Boutin et Sweet.
 (décembre 2018).
Marjolaine Boutin-Sweet (née le 3 octobre 1955 en Abitibi) est une anthropologue, syndicaliste et femme politique canadienne. Du 2 mai 2011 au 21 octobre 2019, elle est députée de la circonscription montréalaise d'Hochelaga à la Chambre des communes du Canada, sous l'étiquette du Nouveau Parti démocratique. Elle a été whip en chef du NPD de novembre 2015 à octobre 2019.

## Biographie
Marjolaine Boutin-Sweet est née à Roquemaure en Abitibi et a passé une partie de sa jeunesse à Taschereau, également en Abitibi. Elle est détentrice d'une maîtrise en anthropologie de l'Université de l'Alberta, et a été chargée de cours au campus Saint-Jean de l'Université de l'Alberta et à l'Université MacEwan d'Edmonton. De 1992 à 2011, elle a ensuite été guide-animateur à Pointe-à-Callière, musée d'archéologie et d'histoire de Montréal. Cofondatrice du Syndicat des salarié-e-s du musée, affilié à la Centrale des syndicats démocratiques (CSD), elle a été trésorière, membre du Comité de négociation et du Comité d'équité salariale durant 15 ans. À la CSD, elle a également été formatrice, membre du Comité de la Condition féminine, du Comité de surveillance et a agi à titre de vice-présidente du secteur Commerce et services. 
Elle est mariée à Douglas Sweet et est mère de deux garçons.

### Politique
Marjolaine Boutin-Sweet est élue députée de la circonscription fédérale d'Hochelaga lors de l'élection fédérale du 2 mai 2011, défaisant le député bloquiste sortant Daniel Paillé par près de 8 000 votes de majorité. Alors que son parti formait l'opposition officielle, de 2011 à 2015, elle a été porte-parole en matière de :
- Formation professionnelle et apprentissage (mai 2011 à avril 2012),
- Logement (avril 2012 à novembre 2015) et
- Infrastructure et Collectivités (août 2013 à janvier 2015).

Elle a également été porte-parole adjointe pour les Ressources humaines et le développement des compétences (avril 2012 à août 2013), puis pour les Infrastructures et collectivités ainsi que pour les personnes handicapées (janvier à novembre 2015). Elle a siégé sur de nombreux comités parlementaires, dont ceux du Patrimoine, du transport, de la Condition féminine, du Développement social et de la condition des personnes handicapées, durant la 41e législature de la Chambre des communes.
Depuis l'automne 2012, Marjolaine Boutin-Sweet est membre de l'Association parlementaire Canada-Europe, une tribune d'échange d'informations et d'idées entre parlementaires canadiens et européens. Elle intervient régulièrement sur plusieurs enjeux, notamment la langue française, le logement social, l’assurance-emploi, les droits des travailleuses et des travailleurs, la culture, les services postaux, la sécurité de la retraite, l’itinérance et la pauvreté.
Lors de la 42e législature, elle est de novembre 2015 à mars 2019 whip du Nouveau Parti démocratique. Elle est également porte-parole en matière de Logement (décembre 2015 à janvier 2018) et de Ressources humaines et Développement des compétences (novembre 2015 à janvier 2018). Elle ne s'est pas représentée aux élections de 2019.

## Résultats électoraux
|                          | Nom                               | Parti politique          | Voix   | %       | Majorité |
| ------------------------ | --------------------------------- | ------------------------ | ------ | ------- | -------- |
|                          | Marjolaine Boutin-Sweet (sortant) | NPD                      | 16 034 | 30,89 % | 500      |
|                          | Marwah Rizqy                      | Libéral                  | 15 534 | 29,93 % |          |
|                          | Simon Marchand                    | Bloc québécois           | 14 389 | 27,72 % |          |
|                          | Alexandre Dang                    | Conservateur             | 3 555  | 6,85 %  |          |
|                          | Anne-Marie Saint-Cerny            | Vert                     | 1 654  | 3,19 %  |          |
|                          | Nicolas Lemay                     | Parti Rhinocéros         | 411    | 0,79 %  |          |
|                          | Marianne Breton Fontaine          | Parti communiste         | 179    | 0,34 %  |          |
|                          | Christine Dandenault              | Marxiste-léniniste       | 148    | 0,29 %  |          |
| Total des votes valides  | Total des votes valides           | Total des votes valides  | 51 904 | 98,34 % |          |
| Total des votes rejetés  | Total des votes rejetés           | Total des votes rejetés  | 877    | 1,66 %  |          |
| Total des votes exprimés | Total des votes exprimés          | Total des votes exprimés | 52 781 | 63,52 % |          |
| Électeurs inscrits       | Électeurs inscrits                | Électeurs inscrits       | 83 088 |         |          |

|                          | Nom                      | Parti politique          | Voix   | %       | Majorité |
| ------------------------ | ------------------------ | ------------------------ | ------ | ------- | -------- |
|                          | Marjolaine Boutin-Sweet  | NPD                      | 22 314 | 48,17 % | 7 863    |
|                          | Daniel Paillé (sortant)  | Bloc québécois           | 14 451 | 31,2 %  |          |
|                          | Gilbert Thibodeau        | Libéral                  | 5 064  | 10,93 % |          |
|                          | Audrey Castonguay        | Conservateur             | 3 126  | 6,75 %  |          |
|                          | Yaneisy Delgado Dihigo   | Vert                     | 798    | 1,72 %  |          |
|                          | Hugo Samson Veillette    | Parti Rhinocéros         | 246    | 0,53 %  |          |
|                          | Marianne Breton Fontaine | Parti communiste         | 180    | 0,39 %  |          |
|                          | Christine Dandenault     | Marxiste-léniniste       | 143    | 0,31 %  |          |
| Total des votes valides  | Total des votes valides  | Total des votes valides  | 46 322 | 98,46 % |          |
| Total des votes rejetés  | Total des votes rejetés  | Total des votes rejetés  | 725    | 1,54 %  |          |
| Total des votes exprimés | Total des votes exprimés | Total des votes exprimés | 47 047 | 58,43 % |          |
| Électeurs inscrits       | Électeurs inscrits       | Électeurs inscrits       | 80 515 |         |          |